# Megatrachelus sibiricus
Megatrachelus sibiricus là một loài bọ cánh cứng trong họ Meloidae. Loài này được Tauscher miêu tả khoa học năm 1812.